# Nomi della Corea
I nomi della Corea nel suo insieme (Corea del Nord e Corea del Sud) sono tre: i nordcoreani la chiamano Chosŏn (조선, 朝鮮), i sudcoreani Han-guk (한국, 韓國), mentre Corea (o Korea, Corée, Koreja, Coréia, etc.) viene utilizzato nel contesto internazionale.

## Storia
Le prime registrazioni della storia coreana sono scritte in caratteri cinesi anche se le due lingue non presentano similitudini. Anche dopo l'invenzione dell'alfabeto hangŭl i coreani scrivono spesso i loro nomi con gli ideogrammi hanja, per traslitterazione di significati e di suono o per combinazione dei due. Inoltre la pronuncia di uno stesso ideogramma è piuttosto differente tra le due lingue e cambia nel tempo. Per tutte queste ragioni, e a causa dell'estrema frammentazione e contraddittorietà delle registrazioni scritte, è spesso difficile determinare i significati e le pronunce esatte dei nomi antichi.

### Storia antica

#### Jyusin
Fino a circa 2000 anni fa la Corea settentrionale e la Manciuria formavano il regno di Gojoseon, (朝鮮), in coreano moderno Joseon (조선). Go (古) significa "antico" per distinguere i due nomi, il secondo più recente del primo.
L'antico nome della Corea viene foneticamente trascritto in cinese con una pronuncia simile a Jyusin. Potrebbe essere lo stesso nome indigeno rilevato in alcune antichi manoscritti cinesi come 肅愼 (숙신, suksin), 稷愼 (직신, jiksin) o 息愼 (식신, siksin). Alcuni credono che gli ultimi termini descrivono gli antenati dello Jurchen (여진, 女眞).
I logogrammi cinesi 朝鮮 (pronuncia cinese: chaoxie) significano "calma mattutina" o "il fresco del mattino", una traduzione del coreano nativo Asadal (아사달), la cui capitale del regno di Gojoseon, asa, significa "mattino", e tar ("dal") significa Paese o montagna. Il carattere 朝 significa sia "mattino" (in cinese il carattere ha una doppia pronuncia: zhao o cháo) sia "dinastia"; mentre il carattere 鮮, xie, significa "fresco" o "piacevole", spesso utilizzato per descrivere qualcosa di raro.

#### Han
Nello stesso tempo alcuni feudi situati nella Corea meridionale si erano uniti in una confederazione con il nome di "tre Han" (Samhan; 삼한). Han è la radice del coreano antico per indicare: "capo" o "grande", come in maripgan ( "re" arcaico), halabeoji (originariamente hanabeoji, "nonno"), e possibilmente hana ( "uno") e haneul ("cielo"). Alcuni speculano che possa avere origine dal mongolo o dal turco khan.
Han era una traslitterazione del cinese 韓 (한, han), 幹 (간, gan), 刊 (간, gan), 干 (간, gan) o 漢 (한, han), ma non ha relazione con il popolo cinese che viene anche chiamato Han.

#### Guri
All'inizio dell'era cristiana i resti dell'ormai decaduto regno di Gojoseon vennero ricompattati ed espansi nel regno di Goguryeo. In questo nome era ancora presente una parola coreana nativa, la cui pronuncia probabilmente suonava come Guri e trascritta con diversi caratteri cinesi: 高駒麗 (고구려, goguryeo), 高麗 (고려, goryeo), 高離 (고리, gori), o 句麗 (구려, guryeo). Nella parola 高駒麗, l'ideogramma 高, significa "alto" ed è un aggettivo, piuttosto che una parte di una traslitterazione. Il carattere 麗 qualche volta si pronuncia ri. Il nome originale della Corea si pensa possa essere Guru (구루, "città fortificata") o Gauri (가우리, "centro").

### Goryeo, Joseon e gli Han rivivono
Nel sud la confederazione degli Han si divise in due regni: Baekje e Silla, che con Goguryeo costituivano i tre regni della Corea. Nel 668 Silla unificò i tre regni e durò fino al 935.
Il nuovo regno fu chiamato Goryeo (고려; 高麗), in onore dell'antico Gogureyo. Attraverso la via della seta Silla e Goryeo vennero conosciuti sia in India sia in tutto il Medio Oriente.
Goryeo fu traslitterato da Marco Polo in italiano in "Cauli" ed è il nome da lui utilizzato per indicare la Corea nei suoi Viaggi, derivato dal cinese Gāolì. Il nome "Corea" è stato reso in inglese dall'italiano "Cauli" e successivamente modificato in "Korea".
Nel 1392 una nuova dinastia resuscita il nome Joseon (nome breve: 조선, 朝鮮, nome ufficiale: 대조선국, 大朝鮮國). Gli ideogrammi cinesi vennero spesso tradotti in inglese come "calma del mattino" e il soprannome inglese di Korea divenne "il Paese della perenne calma mattutina"; questa interpretazione comunque non viene spesso utilizzata in coreano.
Nel 1897 la nazione fu chiamata, retaggio della dinastia Han, Deahn Jeguk (대한제국, 大韓帝國, letteralmente "grande impero Han"; in italiano Impero coreano).

### XX secolo
Quando la Corea finì sotto il dominio giapponese nel 1910 il nome tornò a essere Joseon (ufficialmente con la pronuncia giapponese Chosen). Durante questo periodo vari gruppi lottarono fuori dalla Corea per la sua indipendenza, tra cui il Daehan Minguk Imsi Jeongbu (대한민국 임시정부, 大韓民國 臨時政府, letteralmente "governo provvisorio della nazione del grande popolo Han"; in italiano governo provvisorio della Repubblica di Corea).
La Corea divenne indipendente con la sconfitta del Giappone nel 1945. Il Paese venne quindi diviso nel Nord occupato dai sovietici e nel Sud occupato dagli statunitensi.
Il Sud nel 1948 adottò il nome del governo provvisorio, ovvero Daehan Minguk (대한민국, 大韓民國, letteralmente "nazione del grande popolo Han"; in italiano Repubblica di Corea. Allo stesso tempo il Nord divenne il Chosŏn Minjujuŭi Inmin Konghwaguk (조선 민주주의 인민공화국, 朝鮮民主主義人民共和國, letteralmente "Repubblica Democratica Popolare di Joseon"; in italiano Repubblica Democratica Popolare di Corea.

## Uso attuale
Oggi i nordcoreani usano Chosŏn per indicare la Corea nel suo insieme e si riferiscono ai due Stati come Bukchosŏn (북조선, 北朝鮮; "Chosŏn Settentrionale") e Namchosŏn (남조선, 南朝鮮; "Chosŏn Meridionale"). I sudcoreani usano rispettivamente Hanguk, Bukhan (북한, 北韓; "Han Settentrionale") e Namhan (남한, 南韓; "Han Meridionale"). Con la ripresa delle relazioni con la Corea del Nord è diventato comune chiamare la Corea del Nord Yibuk (이북, 以北; "Il Nord") per evitare il termine Bukhan.
La lingua coreana viene chiamata Chosŏnŏ o Chosŏnmal al nord e Hangugeo o Hangugmal al sud. Chosŏn'gŭl è il nome nordcoreano per quello che i sudcoreani chiamano Hangŭl. La penisola coreana viene detta Chosŏn Pando a Nord e Hanbando a Sud. Le mappe ufficiali in entrambe le nazioni spesso non mostrano la linea di demarcazione militare coreana che divide i due Stati, dando l'illusione di una nazione unita.

### Nomi est-asiatici
I giornali della Repubblica Popolare Cinese tendono a usare i nomi che ognuno dei due Paesi preferisce, riferendosi alla Corea del Nord come Chaoxian (朝鲜 "Chosŏn") e a quella del Sud come Hanguo (韩国 "Hanguk"). Ciò somiglia a quanto accade in Vietnam, dove la gente chiama la Corea del Nord Triều Tiên (Chosŏn) e la Corea del Sud Hàn Quốc (Hanguk). Prima dell'unificazione il Vietnam del Nord usava Bắc Triều Tiên (Bukchosŏn) e Nam Triều Tiên (Namjosŏn), mentre il Vietnam del Sud usava Bắc Hàn (Bukhan) e Nam Hàn (Namhan) per la Corea del Nord e del Sud rispettivamente. Dopo l'unificazione la terminologia nordvietnamita persistette fino ai tardi anni 1990.
La Repubblica di Cina a Taiwan usa invece i nomi sudcoreani, riferendosi alla Corea del Nord come Běihán (北韓, "Han[guk] del Nord") e alla Corea del Sud come Nánhán (南韓, "Han[guk] del Sud"). Similmente le persone di Hong Kong e di Macao chiamano la Corea del Nord Bak Hon (北韓 "Han[guk] del Nord") e la Corea del Sud Nam Hon (南韓 "Han[guk] del Sud"). Fino a poco tempo fa la Repubblica Popolare Cinese tendeva a usare il nome nordcoreano, riferendosi alla Corea del Sud come Nanchaoxian (南朝鲜 "Chosŏn del Sud").
In Giappone viene usato il nome preferito da ciascuna delle due parti, quindi la Corea del Nord viene chiamata Kita-Chōsen (北朝鮮; "Chosŏn del Nord") e la Corea del Sud Kankoku (韓国 "Hanguk"). La lingua coreana viene spesso indicata in Giappone come Kankokugo (韓国語). Quando la NHK trasmette un programma di istruzione linguistica per coreani la lingua viene indicata come Hangulgo (ハングル語), che significa lingua del sistema di scrittura hangŭl. Questo termine non viene usato nel giapponese di tutti i giorni, ma fu scelto come compromesso per placare entrambe le nazioni durante un processo eufemistico chiamato kotobagari.

### Nomi occidentali
Sia la Corea del Nord sia quella del Sud usano il nome "Corea" (o un equivalente) quando si riferiscono alle loro nazioni in inglese o in un'altra lingua occidentale. I cittadini russi o dell'Asia centrale che hanno origini coreane si fanno chiamare "popolo Goryeo" per evitare il conflitto Nord-Sud.
A causa dell'uso diffuso della dicitura "Corea" nelle mappe storiche alcuni coreani credono che il Giappone, attorno al periodo dell'occupazione della Corea, standardizzò intenzionalmente il nome in "Korea", così che "Giappone" comparisse prima nell'ordine alfabetico. Si veda dispute Corea-Giappone.